# Esben Holmboe Bang

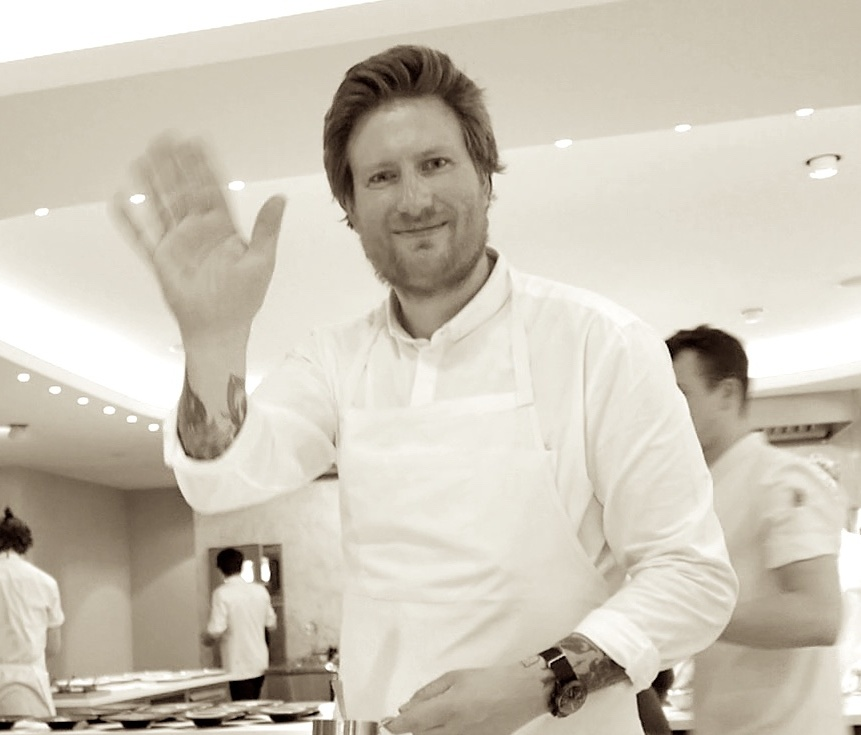
Esben Holmboe Bang (2016)

Esben Holmboe Bang (* 19. Juli 1982 in Frederiksberg) ist ein dänischer Küchenchef und Gastronom. Er ist Miteigentümer und Küchendirektor des mit drei Michelinsternen ausgezeichneten Restaurants Maaemo in Oslo.

## Leben
Bang begann mit 14 Jahren seine Ausbildung im Hotel Schackenborg Slotskro in Møgeltønder und wechselte in das Gourmetrestaurant Det 11. Bud in Kopenhagen. Nach seinem Abschluss arbeitete er zwei Jahre lang mit dem französischen Küchenchef Daniel Letz im Sankt Jakobs Plads in Østerbro.
2001 zog er nach Oslo, nachdem er eine Norwegerin kennengelernt hatte, die er später heiratete. Er kochte im Restaurant Bagatelle. 2003 wurde er stellvertretender Geschäftsführer im Le Canard (ein Michelinstern). Ab 2005 war Holmboe Bang in Kopenhagen, als er Dessertkoch bei Jan Hurtigkarl & Co. war. 2007 kehrte er nach Oslo zurück, wo er stellvertretender Leiter des Restaurants Oro wurde (ein Michelinstern). Ab 2008 hatte er eine ähnliche Position beim Restaurant Feinschmecker (ein Michelinstern).

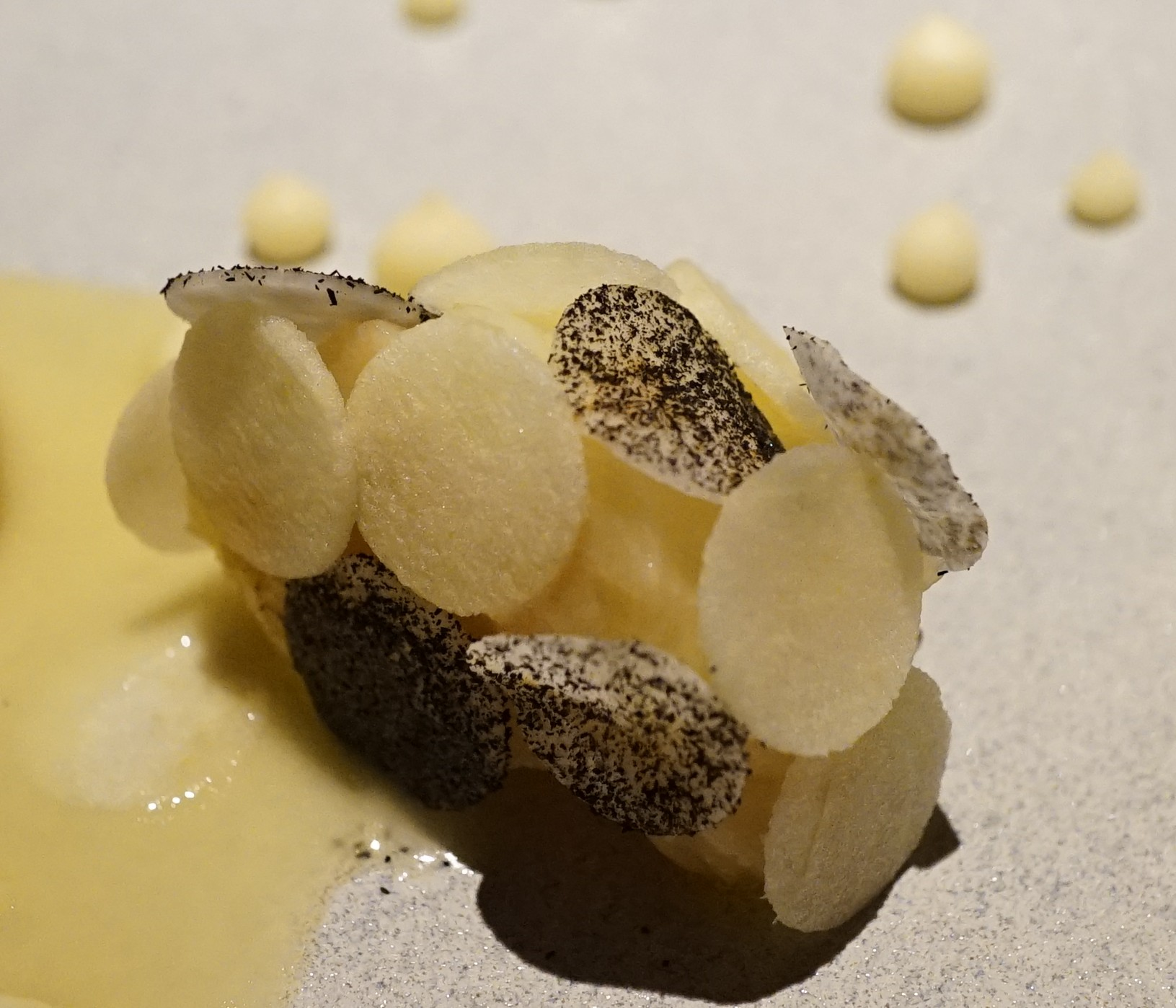
Ein Gang im Maaemo

Im Dezember 2010 öffnete Bang in Oslo das Restaurant Maaemo (deutsch: Mutter Erde) mit dem finnischen Sommelier Pontus Dahlström und dem Bio-Feinkosthändlers Jon-Frede Engdahl. Es werden ausschließlich Wildfang- und Bioprodukte aus Norwegen verwendet. Im März 2012 wurde Maaemo das erste Restaurant in Skandinavien, das bei der ersten Bewertung des Restaurants durch den Michelin-Führer zwei Sterne erhielt. Im Februar 2016 erhielt das Restaurant einen dritten Michelinstern. Zusammen mit dem dänischen Restaurant Geranium war Maaemo das erste Drei-Sterne-Restaurant in Skandinavien.
Im Dezember 2019 zog das Restaurant einen Kilometer weiter um. Nachdem es 2020 keine Auszeichnung erhalten hatte, bekam es im Jahr 2021 alle drei Sterne zurück.

## Privates
Bang ist verheiratet und hat zwei Kinder. Mit dem Koch René Redzepi ist er befreundet.

## Auszeichnungen
- 2012: Zwei Michelinsterne für das Restaurant Maaemo in Oslo[7]
- 2016: Drei Michelinsterne für das Restaurant Maaemo in Oslo[8]

## Publikationen
- Esben Holmboe Bang: Maaemo = Mutter Erde. Stuttgart : Matthaes Verlag GmbH, 2018, ISBN 978-3-87515-424-5.